# Karel Faasen
Karel Faasen (Maasbree, 13 november 1937 – Venlo, 20 januari 1997) was een Nederlands voetballer die als doelman tijdens zijn profloopbaan uitsluitend voor VVV uitkwam.
Faasen maakte in 1962 de overstap van SV Blerick naar VVV waar hij derde keeper was, achter Frans Swinkels en Piet Schroemges. Op 24 januari 1965 debuteerde hij als invaller voor de geblesseerd geraakte Frans Swinkels in de uitwedstrijd bij N.E.C. bij een 3-0 achterstand. Faasen hield zijn doel schoon en in de laatste 20 minuten kwam VVV nog terug tot 3-3. Vier weken later moest hij in de uitwedstrijd bij Eindhoven wederom als invaller voor de geblesseerde Swinkels in actie komen. In het seizoen 1965-66 stond Faasen in totaal drie keer onder de lat. Zijn laatste optreden voor de Venlose club was op 13 maart 1966, tijdens een 7-0 uitnederlaag bij Xerxes. Nadien kwam hij nog uit voor IVO uit zijn woonplaats Velden. Faasen was behalve voetballer ook een actief wielrenner bij de amateurs. Hij overleed in 1997 op 59-jarige leeftijd.

## Profstatistieken
| Seizoen         | Club            | Competitie      | Competitie | Competitie | Beker | Beker | Play-off | Play-off | Totaal | Totaal |
| Seizoen         | Club            | Competitie      | Wed.       | Dlp.       | Wed.  | Dlp.  | Wed.     | Dlp.     | Wed.   | Dlp.   |
| --------------- | --------------- | --------------- | ---------- | ---------- | ----- | ----- | -------- | -------- | ------ | ------ |
| 1962/63         | VVV             | Eerste divisie  | 0          | 0          | 0     | 0     | —        | —        | 0      | 0      |
| 1963/64         | VVV             | Eerste divisie  | 0          | 0          | 0     | 0     | —        | —        | 0      | 0      |
| 1964/65         | VVV             | Eerste divisie  | 2          | 0          | 0     | 0     | —        | —        | 2      | 0      |
| 1965/66         | VVV             | Eerste divisie  | 3          | 0          | 0     | 0     | —        | —        | 3      | 0      |
| Carrière totaal | Carrière totaal | Carrière totaal | 5          | 0          | 0     | 0     | 0        | 0        | 5      | 0      |